# 久米雅雄
久米 雅雄（くめ まさお、1948年2月7日 - ）は、日本の考古学者・歴史研究者・印学家。学位は、博士（文学）（立命館大学）。アジア印章学、東洋文字学、貨幣学、キリシタン考古学等の分野で研究業績を重ねる。大阪府教育委員会文化財保護課主査を経て、大阪芸術大学客員教授となる。そのほか、錫安印章文化研究所所長、寧楽美術館評議員、西泠印社名誉社員、中国美術学院主管学術雑誌《中国篆刻》顧問なども併せつとめる。

## 略歴・業績・受賞
愛媛県松山市生まれ（本籍：京都府）。1966年に愛媛県立松山東高等学校を卒業後、立命館大学文学部史学科（日本史学専攻）に進み、考古・古代史を北山茂夫らのもとで学ぶ。学園紛争のさなかの1970年に卒業。滋賀県文化財保護協会嘱託を経て、1979年に大阪府教育委員会文化財保護課に入庁。専門職員として考古学の発掘調査や国宝・重要文化財・大阪府指定有形文化財などの美術工芸品の調査や指定、博物館登録審査などを担当。
1989年に「中国古印の考古学的研究」で文部省科学研究費をうけ、1999年には国立歴史民俗博物館研究部調査協力者として「日本古代印研究」を執筆、さらに研究を深めて、2001年に学位論文『日本印章史の研究』にたいして立命館大学から文学博士の学位を授与された。2003年には中国杭州にある西泠印社から建社百周年の国際印学研討会に招待され「中国周辺民族官印（蛮夷印）」に関する入選論文の発表を行うとともにその論文は中国語に翻訳されて『国際印学研討会論文集』に収められた。2008年には同社105周年の国際印学峰会において論文「日本古代印研究」が国際2等奨に選ばれ、論文は同じく中文に翻訳掲載されている。
2010年6月には東洋文字文化の継承と発展に寄与する研究業績が優秀であると評価され、「第4回立命館白川静記念東洋文字文化賞（白川静賞）教育普及賞」を受賞した。
2011年10月には海外主題報告専家3人の一人として西泠印社から招聘をうけ、1世紀から5世紀にかけての「漢魏晋南宋時代の日中交流史と冊封官印―『漢委奴国王』『親魏倭王』『安東将軍倭国王』印等と東アジアの国家秩序―」というテーマで発表を行った。論文は『第三届孤山証印西泠印社国際印学峰会（The 3rd International Seal Summit）論文集』に中文で収録されている。また2012年11月にはマレーシア・クアラルンプール特別市で開催された「東南アジア国際印章会議」（マラヤ大学・フランス極東学院共催）に招聘され、「日本の印章」というテーマで1世紀の国宝金印「漢委奴国王」印から近現代の「大日本国璽」「天皇御璽」にいたる日本の印章史2000年について論じた。その要旨は『国際会議要目』中に英文で収録されている。
「金印奴国説への反論」（1983年）による「委奴＝伊都」国説の再提示や「新邪馬台国論」（1986年）による「筑紫女王国（主都）・畿内邪馬台国（副都）二王朝並立論」(東征説)の展開、真贋鑑定・資料批判を伴う実物印章による『日本印章史の研究』（雄山閣、2004年）や『アジア印章史概論』（2008年）などは、今までになかった「新しい創造的切り口」として衆目を集めている。また大坂城跡出土の円形ローマ字印章「高山飛騨守ダリオ（Dario）印」の解読（1997年）や大阪府茨木市の「千提寺・下音羽の隠れキリシタン」の研究（『新修茨木市史』2008年）、「鎖国下に『聖書』にふれた学者たち」（2002）など、一連の「日本キリシタン史」にかかわる業績でも知られている。近年は「景教印の研究」（2013年）にも着手し、研究テーマ「松本清張『火の路』と漢魏晋以来『胡印』及び『景教印』等の研究―印章の世界にペルシア文化とその東漸をよむ―」は北九州市立松本清張記念館選考委員会により「第15回松本清張研究奨励事業」に選ばれ2013年8月に贈呈式が行われた。その成果については2014年6月に東京大学本郷キャンパス法文2号館（2番大教室）において「松本清張『火の路』とペルシア文化の飛鳥東漸―法隆寺烙印十字・明日香石造物・胡印及び景教遺物からのアプローチ―」と題して研究発表された。加えて2014年11月には『第四届孤山証印西泠印社国際印学峰会』において論文「日本奈良法隆寺所傳烙印十字考」が優秀論文一等奨に選ばれ、西泠印社社長会議の審議により名誉社員となった。２０２４年には同社より印学への重要な貢献をした者として表彰され「栄誉詔書」を授与された。

## 社会的活動
国立歴史民俗博物館「非文献資料の基礎的研究」共同研究プロジェクト協力者（1993年）、九州国立博物館常設展示専門プロジェクトチーム委員（2001年）、大阪府茨木市史編さん委員会執筆委員（2002年）、財団法人寧楽美術館中国古印展示企画専門委員（2007年）、BS朝日2時間番組「印の国　2000年の旅」総合監修（2008年）、『四條畷市史』考古編[キリシタン関係]執筆者などを経て、現在、公益財団法人名勝依水園・寧楽美術館評議員（2013年）、潜伏キリシタン図譜刊行会編集委員（2017年就任～）などをつとめる。また印学をわかりやすく一般向けに普及させるために2012年9月以降、近鉄文化サロン阿倍野で「『はんこ』の考古学～アジアのハンコの謎を解く～」の新講座などを開講している。

## 著作・論文・他
- 「金印奴国説への反論」『藤澤一夫先生古稀記念古文化論叢』（1983年、大谷光男編著『金印研究論文集成』新人物往来社、1994年）
- 「新邪馬台国論―女王の鬼道と征服戦争―」『北山茂夫追悼日本史学論集　歴史における政治と民衆』（日本史論叢会、1986年）
- 「石才南遺跡の暦年代（貨泉論）」『石才南遺跡発掘調査報告書』（大阪府埋蔵文化財協会、1988年）―
- 「中国古印の考古学的研究」（「文部省科学研究費実績報告書」、1989年）
- 「『魏志倭人伝』略解―戦争と差別を中心として―」『考古学が語る戦争と差別』（大阪人権歴史資料館、1989年）
- 「『方寸の世界』に歴史をよむ－中国古印の考古学－」『古代九州の国際交流』（九州歴史大学講座、1991年）
- 「『魏志倭人伝』にあらわれたる『邸閣』について」『大阪府立弥生文化博物館研究報告　第2集』（大阪府立弥生文化博物館、1993年）
- 「『紀伊国造印』の資料批判」『古代学評論　第4号』（古代を考える会、1995年）
- 『府立大阪博物場旧蔵貨幣図録　第一冊』（大阪府教育委員会、1998年）
- 「日本古代印研究―その歴史的・時系列的展開と律令国家の本質―」『日本古代印の基礎的研究』（国立歴史民俗博物館、1999年）
- 「倭の五王と将軍章―東アジアの国家秩序をめぐって―」『立命館大学考古学論集Ⅱ』(立命館大学、2001年）
- 「駝鈕銀印『晋率善羌中郎将』印とその史的周辺」『館報7』（大阪府立近つ飛鳥博物館、2002年）
- 「シルクロードの印章」『西域への道―シルクロードと大谷探検隊―』（大阪府立近つ飛鳥博物館、2002年）
- 「東西印章史論序説―中国の印章とシルクロードの印章とオリエントの印章―」『立命館大学考古学論集Ⅲ』（立命館大学、2003年）
- 『日本印章史の研究』〔博士学位論文〕（雄山閣、2004年）
- 「国宝金印『漢委奴国王』の読み方と志賀島発見の謎」『立命館大学考古学論集Ⅳ』（立命館大学、2005年）
- 『アジア印章史概論』（大阪商業大学商業史博物館、2008年）
  - 『アジア印章史概論』[改訂版]全10章（アジア印章史学会編　錫安印章文化研究所発行、2012年）
  - 『アジア印章史概論』[改訂増補版]全12章（アジア印章史学会編　錫安印章文化研究所発行、2016年）
- 「国宝金印の読み方」（『月刊書道界』2009年8月号、藤樹社）
- 「福岡県三雲遺跡出土刻書土器の文字学的検討―伊都国祭祀の一断面―」『立命館大学考古学論集Ⅴ』（立命館大学、2010年）
- 「田中家（鴻池別家）文書の概要調査」『大阪府教育委員会文化財調査事務所年報14』（大阪府教育委員会、2010年）
- 「『大坂城跡』出土の円形印章について―或る吉利支丹大名の遺産―」『立命館大学考古学論集Ⅰ』（立命館大学、1997年）
- 「千提寺・下音羽の吉利支丹遺物」『大阪府茨木市・箕面市所在彩都周辺地域の歴史・文化総合調査報告書』（大阪府文化財調査研究センター、1999年）
- 「鎖国下に『聖書』にふれた学者たち」『藤澤一夫先生卒寿記念論文集』（帝塚山大学考古学研究所、2002年）
- 「日本に『ヘブレウスの文字』の到来した頃」『喜谷美宣先生古稀記念論集』（喜谷美宣先生古稀記念刊行会、2006年）
- 「住友家旧蔵『オランダ記念貨幣誌』とテトラグラマトン」『住友史料叢書』月報22（思文閣出版、2007年）
- 「茨木のキリシタン遺物と歴史」『新修茨木市史　第9巻　史料篇　美術工芸』（茨木市、2008年）
- 「大阪キリシタンの聖具類と信仰の世界」『大阪の祈り　さまざまな美と形』（大阪歴史博物館、2008年）
- 「歴史家ルイス・フロイスと大阪キリシタン遺物の調査と指定」『大阪日本ポルトガル協会15周年記念会報』（大阪日本ポルトガル協会、2009年）
- 「フロイス『日本史』と松田毅一」「大阪発見のキリシタン遺物と河内キリシタン」『波濤を越えて―ローマからはるか河内へ―』（摂河泉地域文化研究所、2010年）
- 「大阪のキリシタン遺物と京阪キリシタン墓碑論」南島原市世界遺産地域調査報告書『日本キリシタン墓碑総覧』（南島原市教育委員会〔世界遺産登録推進室〕、2012年）
- 「アラビアのロレンスと考古学と印璽学」『Digging Up～立命館大学文学部考古学コース年報～Vol.22』（立命館大学文学部日本史学専攻考古学コース、2012年）
- 「田中家（鴻池別家）文書の概要調査Ⅱ」『大阪府教育委員会文化財調査事務所年報16』（大阪府教育委員会、2012年）
- 「藤澤一夫先生とふたつの献呈記念論文」『藤澤一夫先生追悼録』（藤澤一夫先生追悼録刊行会、2012年）
- 「『景教印』の研究[A study of 'seals of Nestorianism']」『立命館大学考古学論集Ⅵ　和田晴吾先生定年退職記念論集』（立命館大学、2013年）
- 「印章の日本史2000年」『阪神間からの贈りもの―人と文化の徒然抄―』（阪神文化交游会編　神戸新聞総合出版センター、2013年）
- 「松本清張『火の路』とペルシア文化の飛鳥東漸―法隆寺烙印十字・明日香石造物・胡印及び景教遺物からのアプローチ―」（松本清張研究会　第30回記念研究発表会　平成26年6月7日　於東京大学；『松本清張記念館　館報』第46号、2014年）
- 「日本イエズス会『日葡辞書』とロドリゲス『日本大文典』」『大阪日本ポルトガル協会20周年記念会報』（大阪日本ポルトガル協会、2014年）
- 「第15回松本清張研究奨励事業研究報告　松本清張『火の路』と漢魏晋以来『胡印』及び『景教印』等の研究―印章の世界にペルシア文化とその東漸をよむ―」（北九州市立松本清張記念館、2015年）
- 「松本清張『火の路』とペルシア文化の飛鳥東漸」（『松本清張研究』第16号、北九州市立松本清張記念館、2015年）
- 「四條畷における『日本最古のキリシタン墓碑』の発見と日本キリシタン史の展開」『四條畷市史　第五巻（考古篇）』（四條畷市史編さん委員会、2016年）
- 「国宝金印『漢委奴国王』印の印学的研究」（特別講義報告）『大東文化大学大学院　書道学論集13』（大東文化大学大学院文学研究科　書道学専攻院生会、2016年）
- 『はんこ』「ものと人間の文化史178」（法政大学出版局、2016年）
- 『松本清張〈倭と古代アジア〉史考』　監修および「複眼思考と閃きと綜合とー印学より視たる松本清張古代史観」（やまかわうみ別冊　アーツアンドクラフツ、2017年）
- 『寧楽美術館の印章　方寸にあふれる美』　監修および「寧楽美術館蔵古鉩印選―方寸の世界に歴史をよむ―」（公益財団法人名勝依水園・寧楽美術館編集；思文閣出版、2017年）
- 「『方寸の世界』に歴史をよむ―印章研究と文房四宝―」（『星座』 歌とことば 2018年 №84 冬季号 かまくら春秋社、2018年）
- 「松本清張古代史論―清張の生い立ちと天分と文学的環境と歴史家への道―」(『松本清張研究』第19号、北九州市立松本清張記念館、2018年）
- 「『潜伏キリシタン図譜』（日英版）の執筆と大阪キリシタン調査」『大阪日本ポルトガル協会25周年記念会報』（大阪日本ポルトガル協会、2020年）
- 「東洋文字文化研究―白川静博士とわたしの印学（上）」『立命館白川静記念東洋文字文化研究所　紀要第13號』（立命館大学白川静記念東洋文字文化研究所、2020年）
- 「東洋文字文化研究―白川静博士とわたしの印学（下）」『立命館白川静記念東洋文字文化研究所　紀要第14號』（立命館大学白川静記念東洋文字文化研究所、2021年）
- 「線刻石板考―日本沖縄県出土の石製遺物の解明と海のシルクロード」大 印学（２）『印学収蔵史国際学術研討会論文集』〔日文・中文〕（中国・西泠印社、 2022年）
- 講演・コラム

- 「松山で考古学を志した頃」『明教33号』（愛媛県立松山東高等学校、2003年）
- 「あれからの10年、そしてこれからの願い」『明教43号』（愛媛県立松山東高等学校、2013年）
- 「『印鑑』の雑学」（『週刊現代』2018年6月9日号　講談社、2018年）
- 「脱はんこ　時代に押され　効率重視　デジタル化進む―はんこは日本の固有の伝統文化　署名・捺印（御名・御璽）は日本印章史の到達点―」（産経新聞　2019年11月8日　夕刊）
- 「日本のハンコ文化　岐路―在宅勤務の壁、複製可能　vs　2000年の叡智・努力の結晶―」（讀賣新聞  2020年7月1日　朝刊）
- 「日本のはんこの歴史と将来―大阪会議・はんこ編―」（花外楼　第54回クレマチス講演会　2020年9月19日　11:00～）
- 「はんこ文化　デジタル時代に未来形を」（京都新聞日曜社説　2020年10月18日）
- 「ハンコと日本人　集団主義の社会に根下ろす」（朝日新聞Bereport 2020年10月31日）
- 「信の担保　依然必要」（愛媛新聞　2020年11月4日）
- 「サザエさんをさがして　ミトメ　三文判より格上だった？」（朝日新聞Be 2020年11月7日）
- 「この人に聞きたい　『脱はんこ』本当にいいの？　古代から続く『信用の担保』」（北日本新聞　文化ワイド　2020年12月7日）
- 「込めた思い刻む　時代転換に『天皇御璽』　京が育んだ記号　技織りなす二人の『匠』　金工家秦蔵六と篆刻家安部井檪堂　『天皇御璽』　明治初期　日本の至宝」（毎日新聞京都版　元旦特集記事　2021年1月1日）
- 「日本の印章の歴史的役割と電子化への道」 （ 『月報司法書士』２月号　特集　印鑑のゆくえ、日本司法書士会連合会、2021年）
- 「『私とは何か』を証明する  NIKKEI The STYLE ハンコのたしなみ」（日本経済新聞　2021年3月21日）
- 「カッパの銅印 解読 『以雅以南 』 専門家『調和・息災を意味』 敦賀・真禅寺」（福井新聞　2021年4月24日）
- 「日本の印章の歴史とデジタル化への道 」 （情報通信学会　国際コミュニケーションフォーラム　『シン・デジタル政府  人にやさしいハンコのデジタル化は可能か　Zoom ウェビナー　2021年9月27日）
- 「松本清張『古代史論』と私の新邪馬台国論―女王の鬼道と東征戦争・二王朝並立論」《シンポジウム》東アジアの中の邪馬台国ー清張邪馬台国論の現在（北九州市立松本清張記念館主催　2021年10月10日　14：00～16：30　コーディネーターおよび発表　北九州市立男女共同参画センター・ムーブ「ホール」にて、2021年）
- 「松本清張『古代史論』と私の新邪馬台国論ー女王の鬼道と東征戦争・二王朝並立論―」『松本清張記念館　館報第67号』　（北九州市立松本清張記念館　2022年2月）
- 「シンポジウム『東アジアの中の邪馬台国ー清張邪馬台国論の現在ー」第1部 記念講演　倉本一宏；第2部 パネルディスカッション（パネリスト 倉本一宏・片岡宏二・北橋健治　コーディネーター 久米雅雄〈令和3年10月１0日開催の動画をHP,YouTubeにて公開　上映時間：1時間28分〉　（北九州市立松本清張記念館 2022年3月）
- 「特集　清張と東アジアⅡ　シンポジウム『東アジアの中の邪馬台国』ディスカッション　コーディネーター」（『松本清張研究』第23号、北九州市立松本清張記念館、2022年3月）
- 「日本の印章の歴史とデジタル化への道」（『情報通信学会誌』vol.39 特集「『シン・デジタル政府』ー人にやさしいハンコのデジタル化は可能かー」、JSICR、2022年3月25日）
- 兵庫県書作家協会主催　記念講演「国宝金印『漢委奴国王』の読み方と発見の謎」（ANAクラウンプラザホテル神戸にて　2022年４月29日、『会報』第71号に講演録を掲載、2022年8月）
- 「山尾幸久先生の恩顧なかりせば―岐路の原点ー」『志賀の曙光ー山尾幸久先生追悼文集ー』（山尾幸久先生追悼文集刊行世話人会　2022年11月4日発行）
- 「イト説　私の金印物語『漢委奴国王』印と志賀島発見の謎―国宝金印『漢の委奴＝伊都国王』説の五十年―」（「現代『金印』考」　龍鳳書房　2023年2月13日 」

外国語
- 「中国古印断代考―方寸の世界に歴史をよむ―」『第五届孤山証印国際印学峰会論文集』（中国・西泠印社、2017年）
- 「寧楽美術館所蔵の印章」〔Neiraku Seal Collection〕　『依水園庭園と寧楽美術館の名品』〔Isuien Garden and the Neiraku Museum of Art〕所収（公益財団法人名勝依水園・寧楽美術館編集・発行、2018年）
- 「日本の花押と戦国大名の印章」『西泠印社115年社慶　世界図紋與印記　国際学術研討会論文集』（中国・西泠印社、2018年）
- 『潜伏キリシタン図譜　Hidden Kirishitan of Japan Illustrated』　ローマ教皇フランシスコのメッセージを伴う　日英併記版　共著で、近畿地区の大阪・京都のキリシタン、中国地区の津和野のキリシタン（浦上四番崩れ）を担当（潜伏キリシタン図譜プロジェクト実行委員会出版、2020年12月）

放送番組
- 「印の国 2000年の旅―歴史を動かした７つのハンコ―」　（BS朝日　シヤチハタSPECIAL　2009年4月18日　19：00～21:00　On Air  　案内：内山理名・山崎バニラ、2009年）
- 「金印の読み方は“かんのいとこくおうだった”」　（BS-TBS　「諸説あり！　＃55　国宝・金印　二千年前の真実　2018年8月18日　22:00～22:54　放映　ゲスト：荒俣　宏、2018年）
- 「畑から歴史的出土品？鹿児島・畑で拾った歴史的な印鑑！？」（フジテレビ・関西テレビ　オクタゴン制作　世界の何だコレミステリー！？　2018年12月19日　19：00～　On Air　隊長：アンガールズ田中卓志、2018年）
- 「持ち主は伝説武将の孫！？　謎の文字が書かれたハンコ　大阪」（フジテレビ・関西テレビ　オクタゴン制作　世界の何だコレミステリー！？　2時間スペシャル　2019〈令和元〉年5月8日　19：00～　On Air　訪問者：ロッチ中岡創一、2019年）
- 「蔵から出てきた不思議な巻物　徳島」（フジテレビ・関西テレビ　オクタゴン制作　世界の何だコレミステリー！？　2019〈令和元〉年6月19日　19：00～　On Air　隊員：ロッチ中岡創一、2019年）
- 「豊臣秀吉ミステリー！大分で幻のハンコ発見」（フジテレビ・関西テレビ　ゴシック制作　林修のニッポンドリル　2019（令和元）年11月27日　20：00～　On Air　2019年）
- 「ハンコ廃止をどう実現？河野行革相、霞が関改革着々」（ＴＢＳ系ＭＢＳテレビ　ひるおび！　日本のハンコ文化について　電話取材出演　2020（令和2）年9月29日　11:55～　On Air、2020年）
- 「河野行革相『無駄なハンコ廃止を』」（ＴＢＳ系ＭＢＳテレビ　サンデーモーニング　ハンコの歴史　電話取材出演　2020（令和2）年10月4日　8:00～　On Air　2020年）
- 「NHK チコちゃんに叱られる！　なぜハンコを押すの？」監修(セカンドオピニオン)及び Zoom出演（NHK 2021〈令和3〉年　本放送 12月3日　19：57～、再放送 12月4日　8：15～ On Air、2021年）
- 「沖縄・・博物館保管のフシギ模様㊙石板　長年の謎　正体に迫る」（フジテレビ・関西テレビ　オクタゴン制作　何だコレミステリー！？　新春3時間SP　2022〈令和4〉年1月5日　19：00～　On Air　訪問者岡部大、2022年）
- 「５０年前に実家で発見！　謎の文字が刻まれた謎の銅板！？」（フジテレビ・関西テレビ　オクタゴン制作　世界の何だコレミステリー！？　２０２４年（令和６年）２月２８日　19：00～　On Air 田中卓志隊長、2024年）
- 「福井県内の河童伝説を調査！」真禅寺の銅印　詩経と以雅以南（福井テレビ　なんだー？ワンダー！　2025年（令和７年）６月21日　18：29～19：00）

翻訳論文
- 「晋率善羌中郎将銀印及周辺歴史之研究」『百年名社・千秋印学国際印学研討会論文集』（中国・西泠印社、2003年）
- 「日本古代印研究―官印、私印的歴史性変遷與律令国家的質変―」『第二届孤山証印国際印学峰会論文集』（中国・西泠印社、2008年）
- 「漢魏晋南宋時代的日中交流史與冊封官印―『漢委奴国王』『親魏倭王』『安東将軍倭国王』印等與東亜的国家秩序―」『第三届孤山証印国際印学峰会論文集』（中国・西泠印社、2011年）
- "Studies on the History of Seals in Japan" [Abstract]  International Conference Seals as Symbol of Power and Authority in Southeast Asia(University of Malaya and EFEO,2012)
- 「景教印研究―西域文化東漸考序説―」『西泠印社110年社慶　百年西泠・金石華章系列叢書　国際学術研討会論文集　上下冊』（中国・西泠印社、2013年）
- 「日本奈良法隆寺所傳烙印十字考－漢魏晋南北朝『胡印』及唐宋元『景教印』研究－」『第四届孤山証印国際印学峰会論文集』（中国・西泠印社、2014年）
- 「『天皇御璽』『大日本国璽』考」『印説嶺南－嶺南印学国際学術研討会論文集』（中国・嶺南印社、東方出版社、２016年）
- 「日本絲印考」『篆物銘形－図形印與非漢字系統印章国際学術研討会論文集』（中国･西泠印社、2016年）
- 「日本絲印考」『西泠藝叢』総第26期（中国・西泠印社、2017年）
- 「中国古印断代考―方寸之間読歴史―」『第五届孤山証印国際印学峰会論文集』（中国・西泠印社、2017年）
- 「日本花押與戦国大名印章」『西泠印社115年社慶　世界図紋與印記　国際学術研討会論文集』（中国・西泠印社、2018年）
- 「東漢許慎的『説文解字』與近代以来的甲骨文、金文研究―論及白川静博士的中国文字文化研究和我的印学」『第六届孤山証印西泠印社国際印学峰会論文集』（中国・西泠印社、2020年）
- 「両宋金石学序説ー論『宋史・日本伝』與日本銭幣学及印学的到達点和将来」『百年西泠・百年印記』大印学（１）『両宋金石学與印学国際学術研討会論文集』（中国・西泠印社、2021年）
- 「線刻石板考―日本沖縄県出土的石制遺物的闡明與海上絲綢之路」大印学（２）『印学収蔵史国際学術研討会論文集』 （中国・西泠印社、2022年）
- 「日本神璽考―三種の神器と天皇御璽―」『第七届孤山証印学術研討会論文集』（中国・西泠印社、2023年）
- 「呉昌碩と西泠印社と日本の印学」『紀念呉昌碩誕辰180周年学術報告会論文集』（中国・西泠印社、2024年）
- 「日本の印学と篆刻学―歴史と芸術と篆刻学科建設構想―」大印学（３）『「篆刻学」学科建設與発展研討会論文集』（中国・西泠印社、2024年）